# Smicrornis brevirostris
Smicrornis brevirostris là một loài chim trong họ Acanthizidae.